# ببيولاريس
الببيولاريس (باللاتينية: Populares، أي: مؤيّدو الشعب) هي فئة من القادة الذين ظهروا في الأيام المتأخّرة للجمهورية الرومانية، واعتمدوا على المجالس التشريعية وأطربونات الجيش للحصول على نفوذٍ سياسي في روما القديمة. يعتبرهم الباحثون الحديثون حركةً سياسيَّة معارضة للأوبتيميتس، التي كانت حركة نقيضة تعمل على دعم مجلس الشيوخ والمؤسسة الأرستقراطية العتيقة في روما. رغم ذلك، كان بعض أعضاء حركة الببيولاريس أعضاءً في مجلس الشيوخ، بل إنَّهم انتموا لمختلف الطبقات الاجتماعية، بما فيها الباتريكيان والبليبس والإكوايتس.
اهتمَّت حركة الببيولاريس بنشر مشاكل العامة من سكَّان روما والمطالبة بحلّها، مثل المطالبة بدعمٍ حكومي لتوفير القمح للسكان. كما وقد حشدت الحركة دعماً شعبياً بمحاولة منح حقّ المواطنة الروماني لسكان الأرياف والقرى الإيطالية. وصلت هذه الحركة السياسية ذروة قوَّتها خلال عهد الدكتاتور (وهو منصبٌ لا صفة) يوليوس قيصر، الذي اعتمدَ بدرجة كبيرةٍ على تأييد الشعب للوصول إلى السُّلطة. بعد ظهور الحكم الثلاثي الثاني (دام من سنة 43 إلى 33 ق م)، توقَّف نشاط حركة الببيولاريس سياسياً.
إلى جانب قيصر، كان هناك عددٌ من الشخصيات البارزة التي شاركت بحركة الببيولاريس وأعلَنَت تأييدها علناً، مثل الأخوين غراشي وغايوس ماريوس ولوكيوس كورنيليوس كينا وماركوس ليسينيوس كراسوس وبومبيوس الكبير. مع ذلك وعند اندلاع الحرب الأهلية في روما، وقف قيصر وبومبي إلى جانب سولا المعارض لحركة الببيولاريس، ثم وبعد موت حليفهما في الحكم الثلاثي ماركوس ليسينيوس كراسوس قرَّر بومبي أن يعود مجدداً إلى تأييد حركة الأوبتيميتس. بالتالي، فقد اكتسبت حركة الببيولاريس طابعاً سياسياً كبيراً أكثر من كونها حركة اجتماعية أو شعبية حقيقية.